# Probation
Probation (von lateinisch probatio, ‚Probe-Verfahren‘) bedeutet im US-amerikanischen Strafrecht die Verurteilung zu einer Bewährungsstrafe. Davon zu unterscheiden ist die Aussetzung des Strafrestes zur Bewährung (Parole).
Während der Verurteilte bei der Probation auf freiem Fuß bleibt, verbringt er bei der Parole nur den Strafrest außerhalb des Gefängnisses. Zu den häufig auferlegten Auflagen, die von einem Bewährungshelfer (Probation Officer) überwacht werden, gehört in diesem Fall das Tragen einer GPS-Fußfessel.
Dieses System entspricht in Deutschland der Strafaussetzung zur Bewährung (§ 56, § 57 StGB). Anders als in Deutschland ist in den USA jedoch die Probation nicht nur für natürliche Personen, sondern seit den 1980er Jahren auch im Unternehmensstrafrecht anerkannt (Corporate Probation).
Als Elemente einer New Penology sollten Probation und Parole die Zahl der Inhaftierungen senken und die Resozialisierung fördern, bewirkten wegen zahlreicher Verstöße gegen Bewährungsauflagen tatsächlich jedoch genau das Gegenteil.